# Berliner FC Nord 08
Berliner FC Nord 08 was een Duitse voetbalclub uit de hoofdstad Berlijn. 

## Geschiedenis
De club werd in 1908 opgericht. De club sloot zich aan bij de Markse voetbalbond. In 1910 werd de club kampioen van de 3. Klasse. In 1911 fuseerde de Markse bond met de Berlijnse voetbalbond en ging zo in de Brandenburgse competitie spelen. In 1921 promoveerde de club naar de hoogste klasse, maar werd daar laatste. De club kon na één seizoen terugkeren, maar werd opnieuw laatste. De club eindigde nog enkele keren in de subtop, maar slaagde er niet meer in te promoveren. 
In 1930 fuseerde de club met SC Niederschönhausen 05 en VfR 07 Berlin tot Nördlichen SpVgg 1905 Niederschönhausen. 